# Кушнин
Кушнин (алб. Kushnin) је насељено место у општини Призрен, на Косову и Метохији. Према попису становништва из 2011. у насељу је живело 2.110 становника.

## Становништво
Према попису из 2011. године, Кушнин има следећи етнички састав становништва:
| Националност | 2011.          |
| Албанци      | 2.109 (99,95%) |
| недоступно   | 1 (0,05%)      |
| Укупно       | 2.110          |

| Демографија | Демографија | Демографија |
| Година      | Становника  | Становника  |
| ----------- | ----------- | ----------- |
| 1948.       | 580         |             |
| 1953.       | 644         |             |
| 1961.       | 710         |             |
| 1971.       | 893         |             |
| 1981.       | 1.247       |             |
| 1991.       | 1.545       |             |
| 2011.       | 2.110       |             |